# Gu Guangming
Gu Guangming (en chino, 古广明en chino tradicional, 古廣明; pinyin, Gǔ Guǎngmíng; Guangzhou, China, 31 de enero de 1959) es un exfutbolista de China que jugaba en la posición de extremo. Fue el segundo futbolista chino en jugar en Europa y el primero en hacerlo a novel profesional.

## Carrera

### Club
| Club            | País                | Año       |
| --------------- | ------------------- | --------- |
| Guangdong FC    | China               | 1976-1985 |
| TuS Koblenz     | Alemania Occidental | 1986-1987 |
| SV Darmstadt 98 | Alemania Occidental | 1987-1992 |

### Selección nacional
Debutó con China en 1979, con la que disputó dos ediciones de la Copa Asiática y las eliminatorias fallidas rumbo a España 1982 y México 1986. Anotó 12 goles en 50 partidos hasta su retiro de la selección nacional en 1992.

## Palmarés

### Títulos nacionales
| Título     | Club         | País  | Año  |
| ---------- | ------------ | ----- | ---- |
| Liga Jia-A | Guangdong FC | China | 1979 |

### Distinciones individuales
| Distinción                                                       | Año       |
| ---------------------------------------------------------------- | --------- |
| Mejor equipo nacional chino                                      | 1980-1983 |
| Equipo de las estrellas de la AFC                                | 1985      |
| Elegido como el futbolista favorito en China por los aficionados | 1986      |